# شيلدون وايتهاوس
شيلدون وايتهاوس (بالإنجليزية: Sheldon Whitehouse) (و. 1955 – م) هو سياسي، ومحام من الولايات المتحدة الأمريكية ولد في مدينة نيويورك.
تولى منصب عضو مجلس الشيوخ الأمريكي .وهو عضو في الحزب الديمقراطي الأمريكي .

## التعليم
تعلم في جامعة ييل.